# Un altre petit favor
Un altre petit favor (títol original en anglès, Another Simple Favor) és una pel·lícula de misteri i comèdia negra estatunidenca del 2025 dirigida per Paul Feig i escrita per Jessica Sharzer i Laeta Kalogridis. És una seqüela d'A Simple Favor (2018). Anna Kendrick, Blake Lively, Henry Golding, Andrew Rannells, Bashir Salahuddin, Joshua Satine i Ian Ho reprenen els seus papers de la primera pel·lícula, mentre que Michele Morrone, Elena Sofia Ricci, Elizabeth Perkins, Alex Newell i Allison Janney s'uneixen al repartiment d'aquest segon film. S'ha subtitulat al català.
La pel·lícula es va estrenar al festival de cinema de South by Southwest el 7 de març de 2025 i es va incorporar a Amazon Prime Video l'1 de maig.
El rodatge principal va començar a finals de març de 2024. Segons les primeres previsions, havia de començar la tardor del 2023 a Capri i a la Vil·la Hadriana, a Itàlia. El rodatge va finalitzar el 26 de maig de 2024.